# USS Chelan County (LST-491)

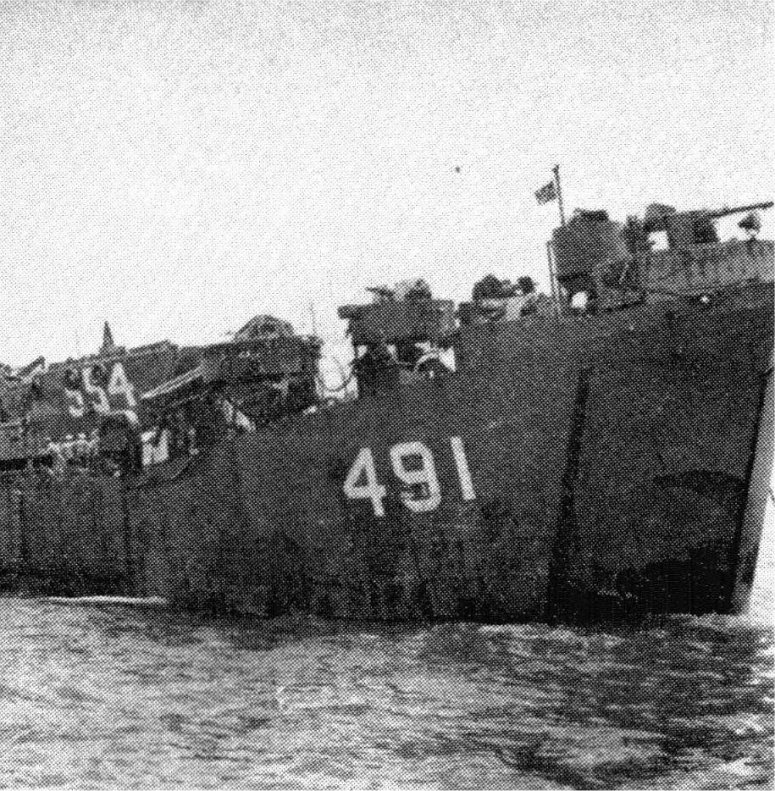
Tàu đổ bộ LST-491

USS Chelan County (LST-491) là loại tàu đổ bộ được chế tạo bởi công ty Missouri Valley Bridge & Iron cho hải quân Hoa Kỳ trong chiến tranh thế giới thứ 2. Tàu nặng 1,651 tấn lúc rỗng và tối đa là 3,698 tấn, chiều dài của tàu là 100m, chiều rộng là 15m. Tàu sử dụng động cơ bao gồm 2 động cơ diesel general motors 12-567 hai trục, 2 bánh lái, 2 chân vịt. Tốc độ của tàu là 12 hải lý/h (22km/h). Công suất của tàu là 1700 mã lực. Thủy thủ đoàn bao gồm 10 sĩ quan và 100 lính thủy, ngoài ra có thể chở theo 130 sĩ quan và binh lính thủy quân lục chiến cùng xe tăng và 2 tàu đổ bộ. Vũ khí trang bị trên tàu gồm có 1 súng máy Caliber, 8 pháo 40mm, 12 pháo 20mm